# ARM 네오버스
ARM 네오버스(ARM Neoverse)는 Arm이 라이선스한 64비트 ARM 프로세서 코어 그룹이다. 이 코어는 데이터센터, 에지 컴퓨팅, 고성능 컴퓨팅 용으로 고안되었다. 이 그룹은 ARM 네오버스 V-시리즈, ARM 네오버스 N-시리즈, ARM 네오버스 E-시리즈로 구성된다.

## 네오버스 V-시리즈
네오버스 V-시리즈 프로세서는 고성능 컴퓨팅을 위한 것이다.

### 네오버스 V1
네오버스 V1(코드명 Zeus)은 Cortex-X1에서 파생되었으며 ARMv8.4-A 명령어 세트 및 ARMv8.6-A의 일부를 구현한다. 2020년 9월 22일 Arm이 공식 발표했다. TSMC의 7 nm 공정으로 처음 구현될 것이라고 한다. X1과의 변경점 중 하나는 SVE 2x256비트를 지원한다는 점이다.
더 넥스트 플랫폼(The Next Platform)에 따르면, AWS 그래비톤3는 네오버스 V1을 기반으로 한다.

### 네오버스 V2
네오버스 V2(코드명 Demeter)는 ARM Cortex-X3에서 파생되었으며 ARMv9.0-A 명령어 세트를 구현한다. 2022년 9월 14일 Arm이 공식 발표했다. NVIDIA 그레이스, AWS 그래비톤4 및 Google 액시온은 네오버스 V2를 기반으로 한다.
네오버스 V1에서 주목할 만한 변경 사항:
- BTB 용량: 12K 엔트리
- TAGE 예측기: 8테이블
- 마이크로 동작 캐시: 1536 엔트리 (효율성을 위해 감소)
- 디코딩 폭: 6
- 이름 변경 / 디스패치 폭: 8
- ROB: 320 엔트리
- 실행 포트: 15
- L2 캐시: 코어당 1024-2048 KB
- CMN-700 메시 인터커넥트
  - 다이당 최대 256 코어
  - 최대 512 MB SLC
  - 최대 4 TB/s 대역폭

### 네오버스 V3
네오버스 V3(코드명 Poseidon)는 Arm이 V2 및 E2 발표와 함께 공개했다. DDR5, PCIe gen6, CXL 3.0을 포함하는 시스템을 목표로 한다. 코드명 Poseidon은 Zeus(현재 V1)를 잇는 세대로 2021년에 5nm 노드에서 출시될 예정이었다.

## 네오버스 N-시리즈
네오버스 N-시리즈 프로세서는 코어 데이터센터 사용을 위한 것이다.

### 네오버스 N1
2019년 2월 20일, Arm은 인프라/서버 애플리케이션용으로 재설계된 Cortex-A76에서 파생된 네오버스 N1 마이크로아키텍처(코드명 Ares)를 발표했다. 레퍼런스 디자인은 최대 64개 또는 128개의 네오버스 N1 코어를 지원한다.
Cortex-A76에서 주목할 만한 변경 사항:
- 4 사이클 LD-사용의 코히런트 I-캐시 및 D-캐시
- L2 캐시: 코어당 512–1024 KB
- 클러스터당 1–4개의 코어 대신 메시 인터커넥트

네오버스 N1은 ARMv8.2-A 명령어 세트를 구현한다.
앰피어 알트라(2소켓 80코어) 및 AWS 그래비톤2(64코어) CPU 플랫폼은 네오버스 N1 코어를 기반으로 하며 2020년에 출시되었다.

### 네오버스 N2
네오버스 N2(코드명 Perseus)는 Cortex-A710에서 파생되었으며 ARMv9.0-A 명령어 세트를 구현한다. 2020년 9월 22일 Arm이 공식 발표했다. 2023년 8월 28일, Arm은 고객의 출시 기간을 단축하기 위한 Arm의 맞춤형 CPU 서브시스템 구현인 네오버스 CSS N2(Genesis)를 발표했다. Microsoft Azure 코발트 100 128 코어 CPU와 알리바바 이티안 710은 네오버스 N2를 사용한다.
네오버스 N1에서 주목할 만한 변경 사항:
- BTB 용량: 8K 엔트리
- 마이크로 동작 캐시: 1536 엔트리
- 이름 변경 / 디스패치 폭: 5
- ROB: 160+ 엔트리
- 파이프라인 깊이: 10 사이클
- 실행 포트: 13
- SVE2 지원
- CMN-700 메시 인터커넥트

### 네오버스 N-차세대
네오버스 N-차세대, 아마도 N3는 Arm이 V2 및 E2 발표와 함께 공개했다. DDR5, PCIe gen6, CXL 3.0을 포함하는 시스템을 목표로 한다.

## 네오버스 E-시리즈
네오버스 E-시리즈 프로세서는 에지 컴퓨팅을 위한 것이다. 감소된 전력 소비량으로 데이터 처리량을 증가시키도록 설계되었다.

### 네오버스 E1
네오버스 E1은 Cortex-A65AE에서 파생되었으며 ARMv8.2-A 명령어 세트를 구현한다. SMT를 지원한다.

### 네오버스 E2
네오버스 E2는 Cortex-A510에서 파생되었으며 ARMv9-A 명령어 세트를 구현한다.

### 네오버스 E-차세대
네오버스 E-차세대, 아마도 E3는 Arm이 V2 및 E2 발표와 함께 공개했다. DDR5, PCIe gen6, CXL 3.0을 포함하는 시스템을 목표로 한다.

## 행렬 곱셈 이론 성능
|                    | INT8 | BF16 | FP32 | FP64 |
| ------------------ | ---- | ---- | ---- | ---- |
| 네오버스 N1        | 64   | 32   | 16   | 8    |
| 네오버스 N2        | 128  | 64   | 16   | 8    |
| 네오버스 V1        | 256  | 128  | 32   | 16   |
| 인텔 3세대 제온 SP | 256  | 빈칸 | 64   | 32   |
| 인텔 4세대 제온 SP | 2048 | 1024 | 64   | 32   |

## 후속작
코드명 Poseidon은 테크콘 2018에서 네오버스 V1(일명 Zeus)의 후속작으로 처음 공개적으로 언급되었다. 실제 출시(타사 칩 설계자가 자사 제품에 사용)는 2021년의 대략적인 목표 날짜로 제시되었다. 초기 구현 공정은 TSMC의 5 nm라고 한다.